# Actaecia pallida
Actaecia pallida là một loài chân đều trong họ Actaeciidae. Loài này được Nicholls & Barnes miêu tả khoa học năm 1927.